# Clitellio saxosus
Clitellio saxosus — вид малощетинкових червів родини Naididae ряду Haplotaxida.

## Поширення
Вид поширений вздовж узбережжя арктичних морів.